# Aeroportul Porto Santo
Aeroportul Porto Santo (IATA: PXO, ICAO: LPPS) este un aeroport din Porto Santo⁠(d), Porto Santo⁠(d), Madeira, Portugalia ce deservește zona Porto Santo⁠(d). Aeroportul a fost tranzitat în decembrie 2022 de 8.742 de pasageri. A fost deschis în 1960.
Situat la o altitudine de 104 m, aeroportul dispune de o singură pistă.